# Grabowno Wielkie (stacja kolejowa)
Grabowno Wielkie – stacja kolejowa w Grabownie Wielkim, w Polsce, w województwie dolnośląskim, w powiecie oleśnickim.

## Ruch pasażerski
| Rok  | Wymiana pasażerska na dobę |
| ---- | -------------------------- |
| 2017 | 50-99                      |
| 2022 | 100-149                    |

## Połączenia
- Jelcz Laskowice
- Oleśnica
- Ostrów Wielkopolski
- Wrocław Główny